# Ivo Medek Kopaninský
Ivo Medek Kopaninský (* 26. prosince 1936 Domažlice) je český malíř, kolážista, restaurátor a spisovatel.

## Biografie
Narodil se 26. prosince 1936 v Domažlicích. V roce 1954 se vyučil štukatérem a následně vystudoval Vyšší výtvarnou školu, obor řezbář (1954–1958). V tomto období začal tvořit první koláže, zcela mimo rámec školní výuky. Mezi lety 1960 a 1964 byl zaměstnán v pražské Národní galerii a poté v Galerii středočeského kraje (1964–1967). V roce 1961 pro sebe objevil techniku stamp-artu. Více než desetiletí, od poloviny šedesátých let, spolupracoval s Československou televizí, Krátkým i Středometrážním filmem. Pro tyto instituce vytvářel výtvarné podklady pro populárně-naučné animované filmy.
Tyto získaly díky tomu vysoká ocenění na mezinárodních festivalech (Moskva 1973 zlatá, Sofie 1974 stříbrná medaile). Zároveň se vypracoval na renomovaného restaurátora historické zbroje a zbraní – pracoval na zámcích středisek státní památkové péče Středočeského, Západočeského a Jihočeského kraje.
Koncem roku 1967 vstoupil do pražského surrealistického Okruhu UDS, setrval v něm do roku 1973. Po tuto dobu udržoval styky s pařížskými surrealisty (uváděn v Dictionnaire général du Surrealisme et de ses environs, str. 274, vydal 1982 Office du Livre S.A.Fribourg, Švýcarsko). Roku 1971 navštívil Prahu člen skupiny francouzských surrealistů Jorge Camacho, kterého Medek seznámil s díly své někdejší spolužačky ze střední školy Evy Švankmajerové a poté i Jana Švankmajera.
Od r. 1961 se stýkal s četnými představiteli českého informelu, obzvláště Jiřím Valentou a Janem Koblasou.

## Dílo
Ve výtvarné činnosti má velice široký záběr. Kromě koláže, malby, kresby, asambláže, papel-picada, stamp-artu a různých smíšených technik se též zabývá tvorbou plastik z různorodých materiálů, hlavně ze dřeva a kovů. Též v menší míře se zabývá vyhledáváním „průsvitek“ (tj. v oboustranně potištěných tiskovinách vznikající zajímavá prolnutí, odhalitelná prosvícením). Tato činnost je unikátní i ve světovém měřítku.
Ve všech uvedených technikách tento autor uplatňuje značnou dávku černého humoru, sarkasmu i persifláže.
Jeho koláž „Telefonát do východního Berlína“ z r. 1968 umístil londýnský vydavatel Thames & Hudson na přebal 1. vydání reprezentativní knihy prof. B. Taylora Collage – the Making of Modern Art. V domácím prostředí je Ivo Medek Kopaninský uváděn v četných odborných publikacích a katalozích, např. PhDr. Šmejkala České imaginativní umění či v seznamu autorů vydaném Ústavem dějin umění Akademie věd České republiky.
Svoje díla, zaměřením většinou tematicky odporujícím tehdy vládnoucí komunistické ideologii, ve své vlasti dvacet let (1968–1988) nevystavoval. Byl však perzekvován státní tajnou policií za jejich pašování do demokratických zemí a vystavování tamtéž. Od konce osmdesátých let spolupracuje s francouzsko-českým uskupením Banalystů. Též je členem patafyzického uskupení Terč.
Je činný i literárně. Kromě mnoha povídek, publikovaných časopisecky, autorsky vydal dvě knihy: Epos o Jírovi a Dědská běsítka.
Za veškerou uvedenou tvůrčí činnost Ivo Medek Kopaninský obdržel od pražské MAU „Cenu Masarykovy akademie umění“ (1992), Evropskou medaili Franze Kafky“ (2000) a italskou „Cenu Filipo Juvarra“ (Monza 1992).
Od konce sedmdesátých let žije a tvoří v satelitní části Prahy – Přední Kopanině. To je důvodem, proč od té doby, kvůli několikanásobné duplicitě jeho jména v české výtvarné oblasti, používá přídomek Kopaninský.

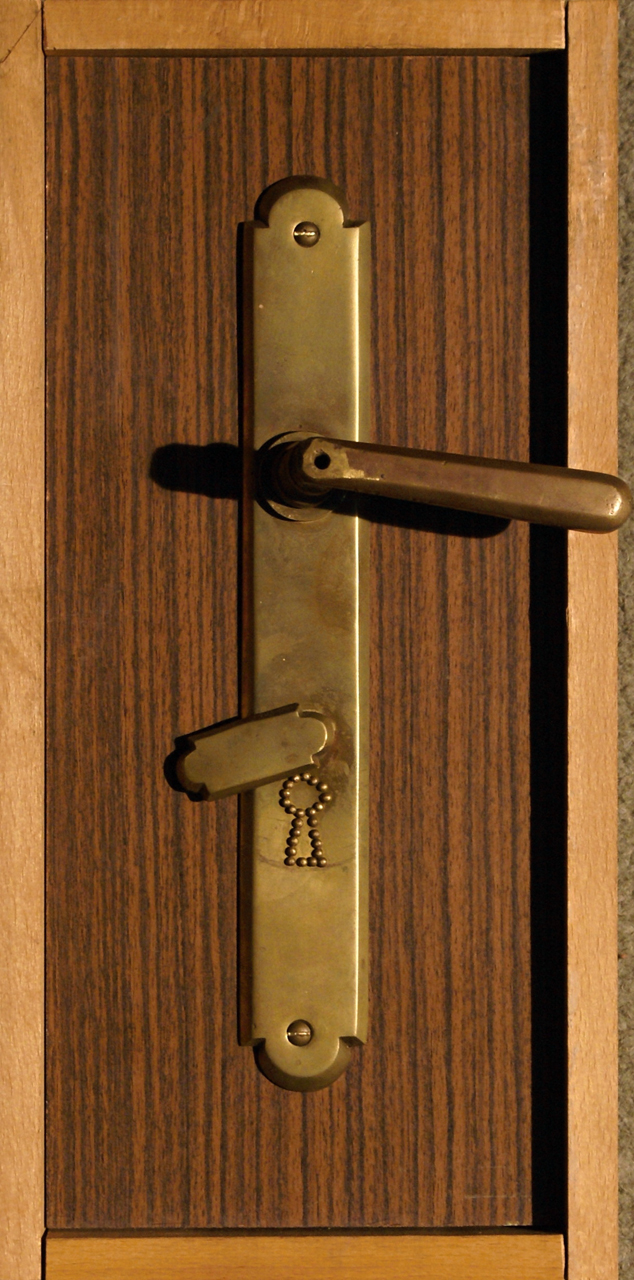
Klíčová dírka pro slepou domovní důvěrnici 36x18 cm, 1975
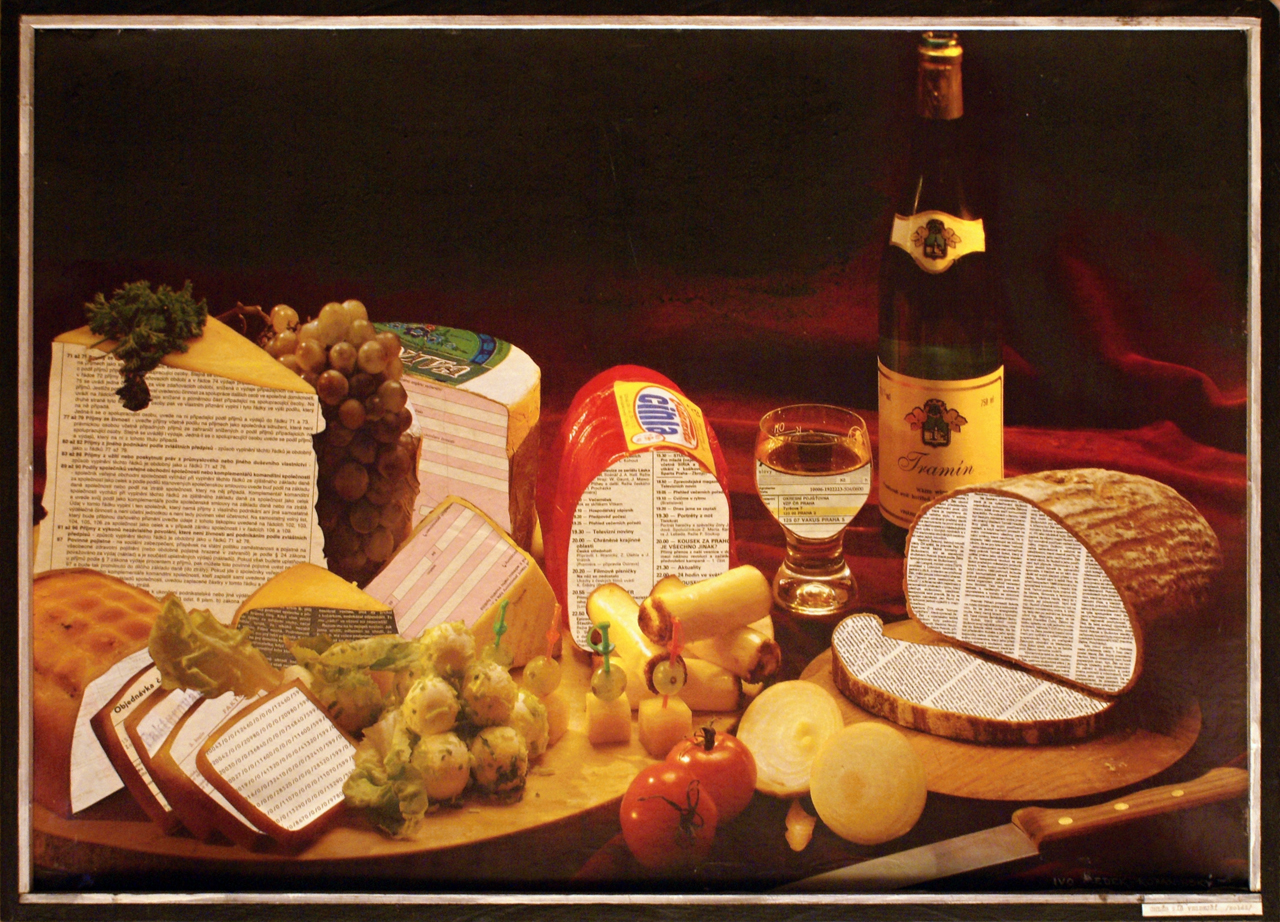
Chléb náš vezdejší 61x85,5 cm, 1991
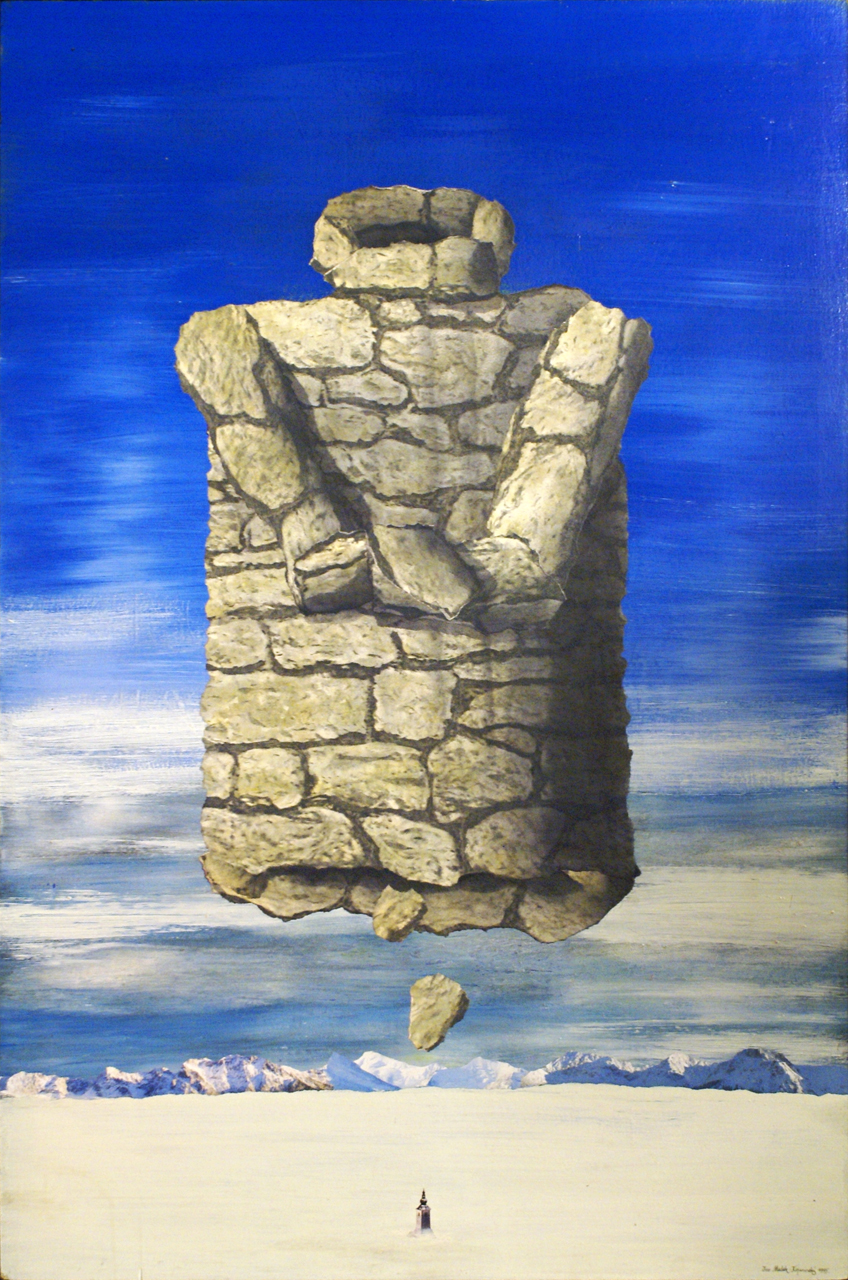
Rock´ n´ rolák 150x100cm, 1995
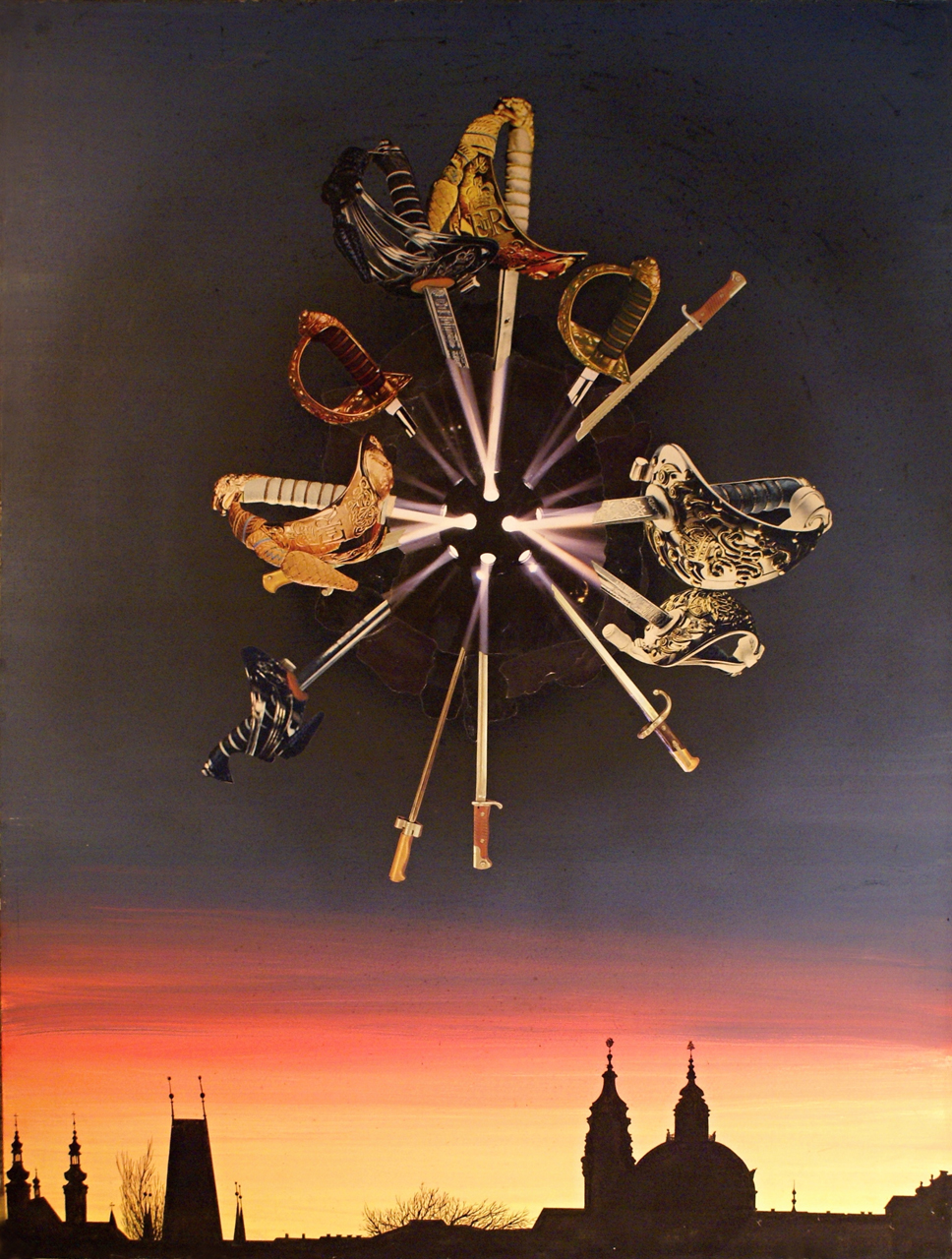
Černá koule (Meyrinkova Praha) 103x78 cm, 1998
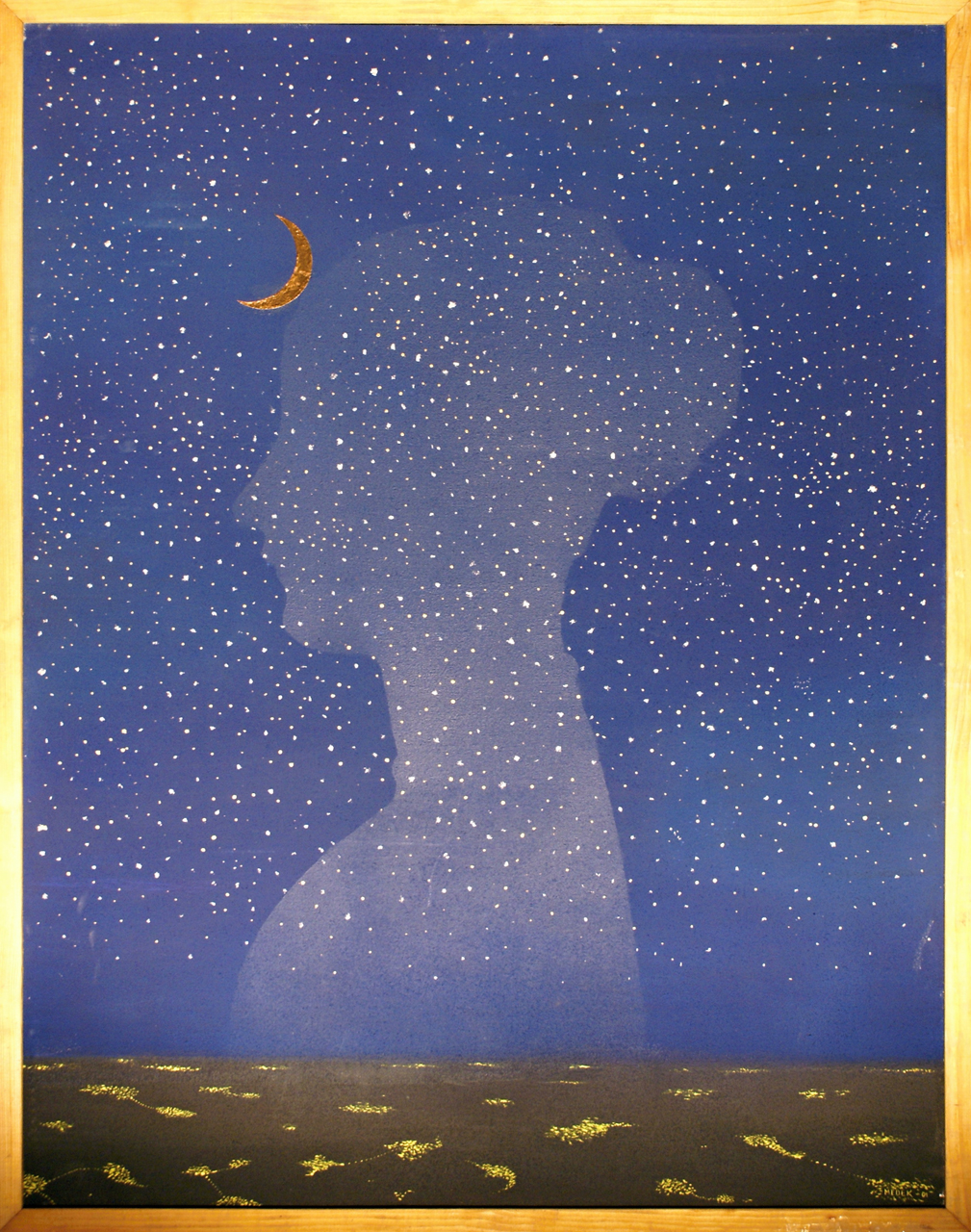
Matka noc 95x73,5 cm, 2001
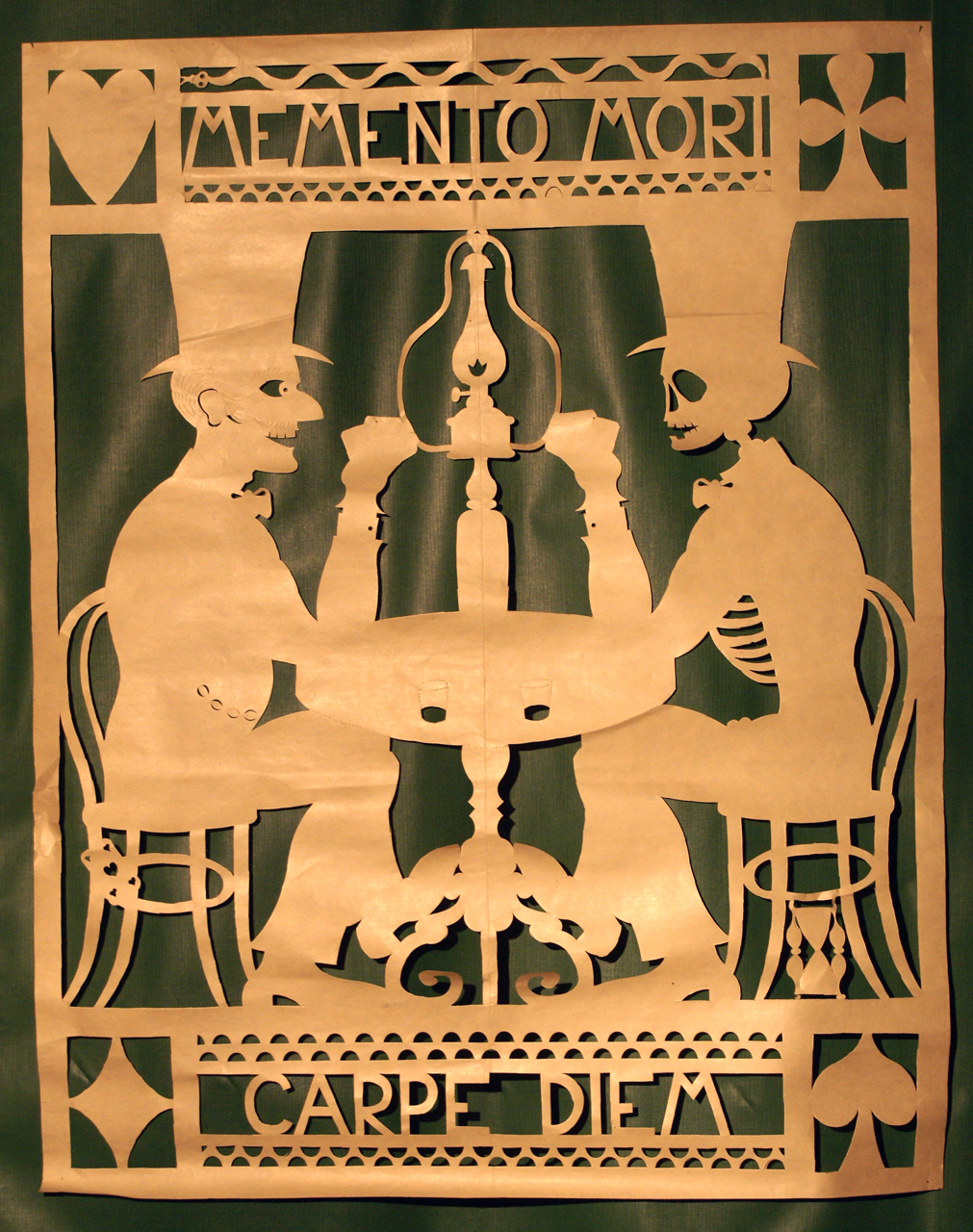
Carpe diem - memento mori 120x90 cm, 2002
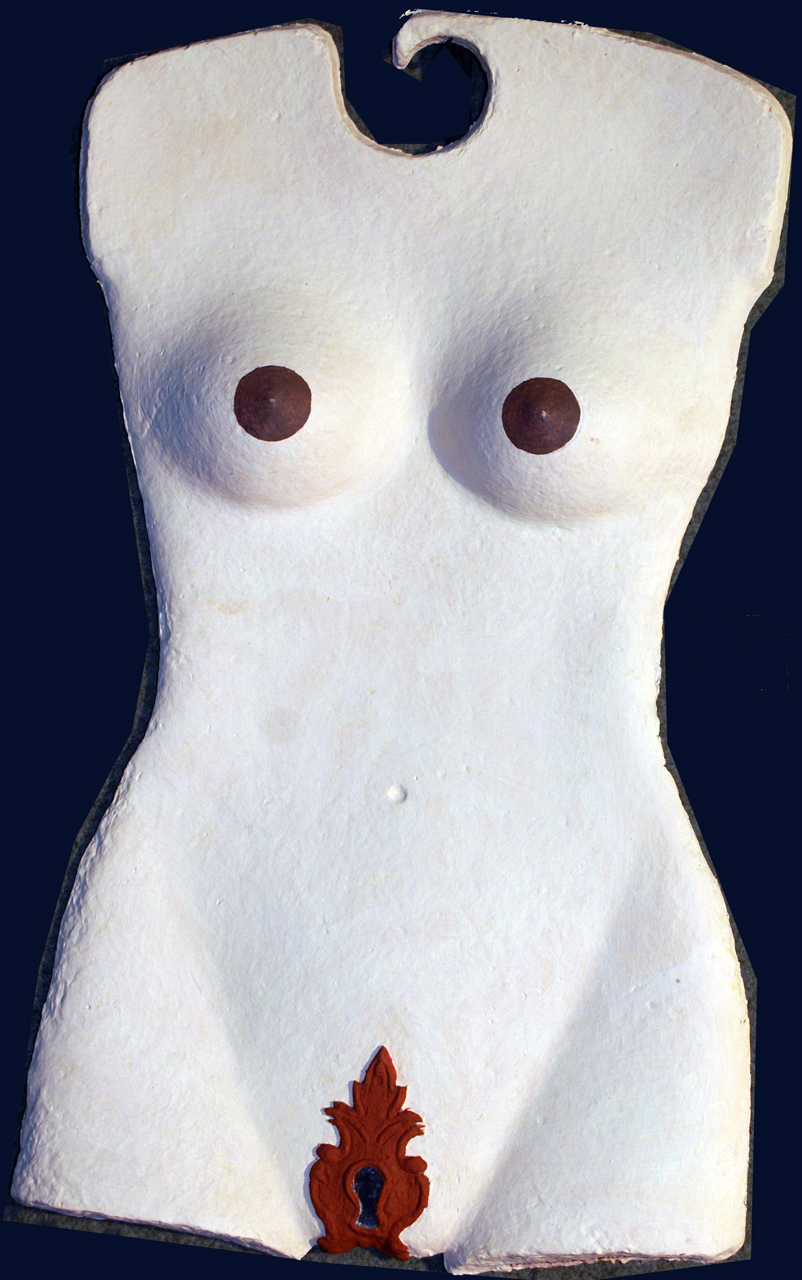
Klíčová otázka Proč se v ní vidí (papírovina) 63x37 cm, 2007
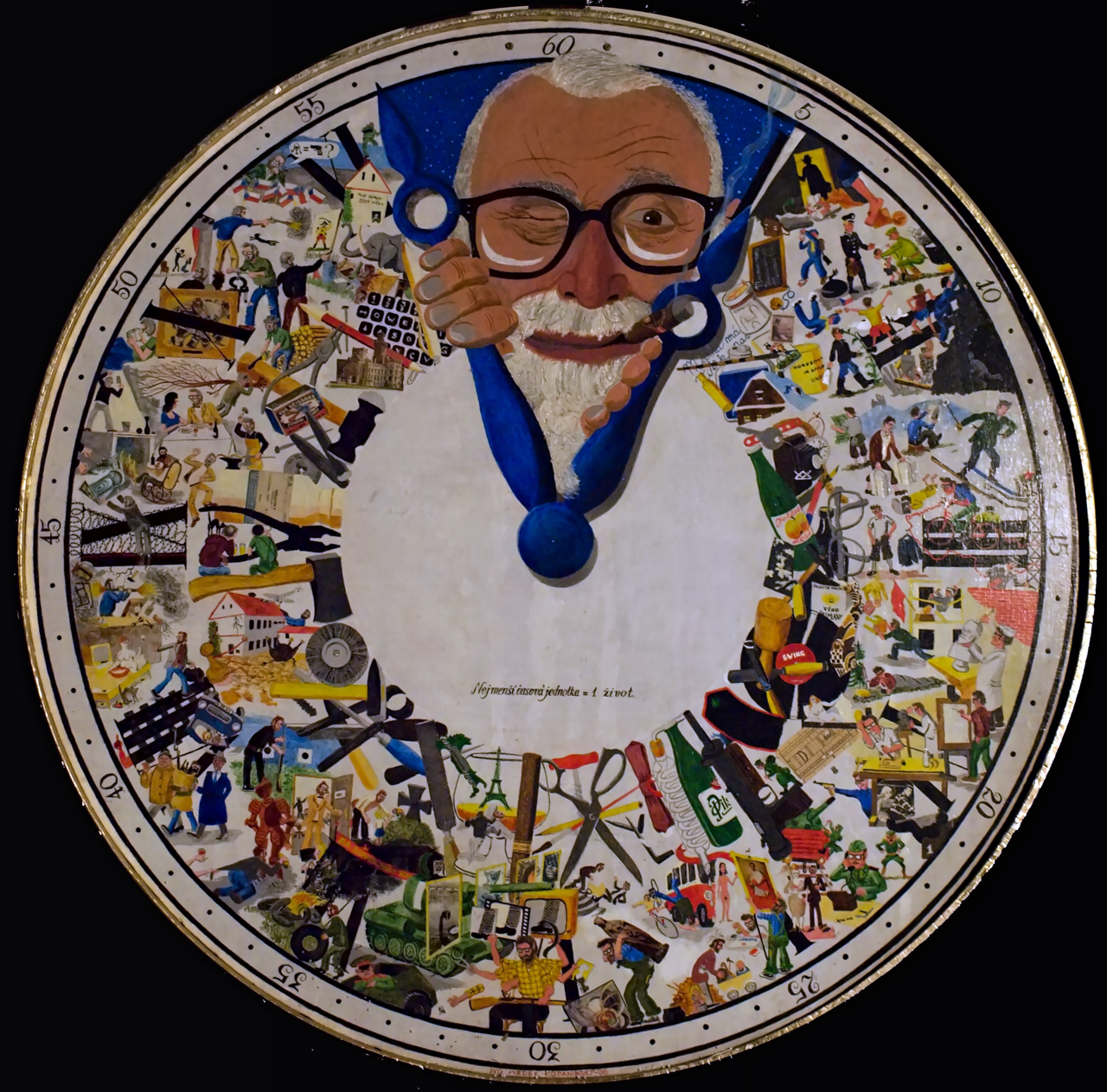
Můj ciferník (autoportrét) 115x115 cm, 2008
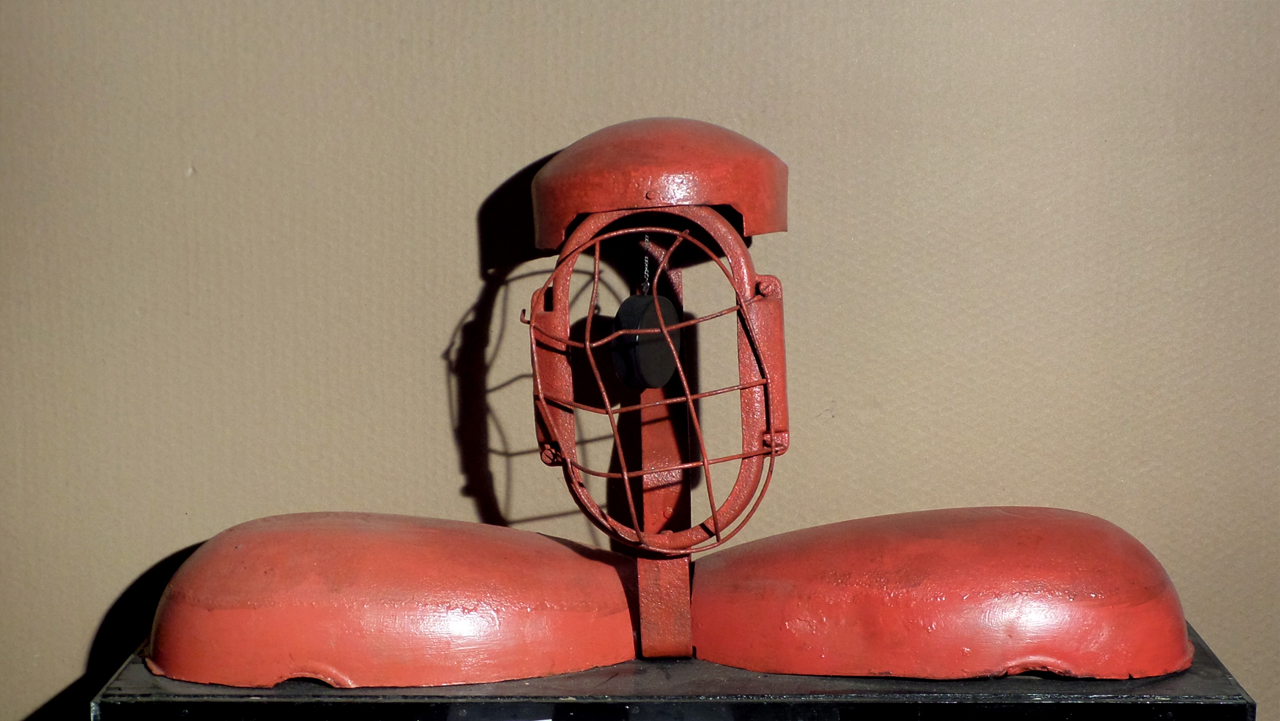
Idol 47x88x25 cm, 2017
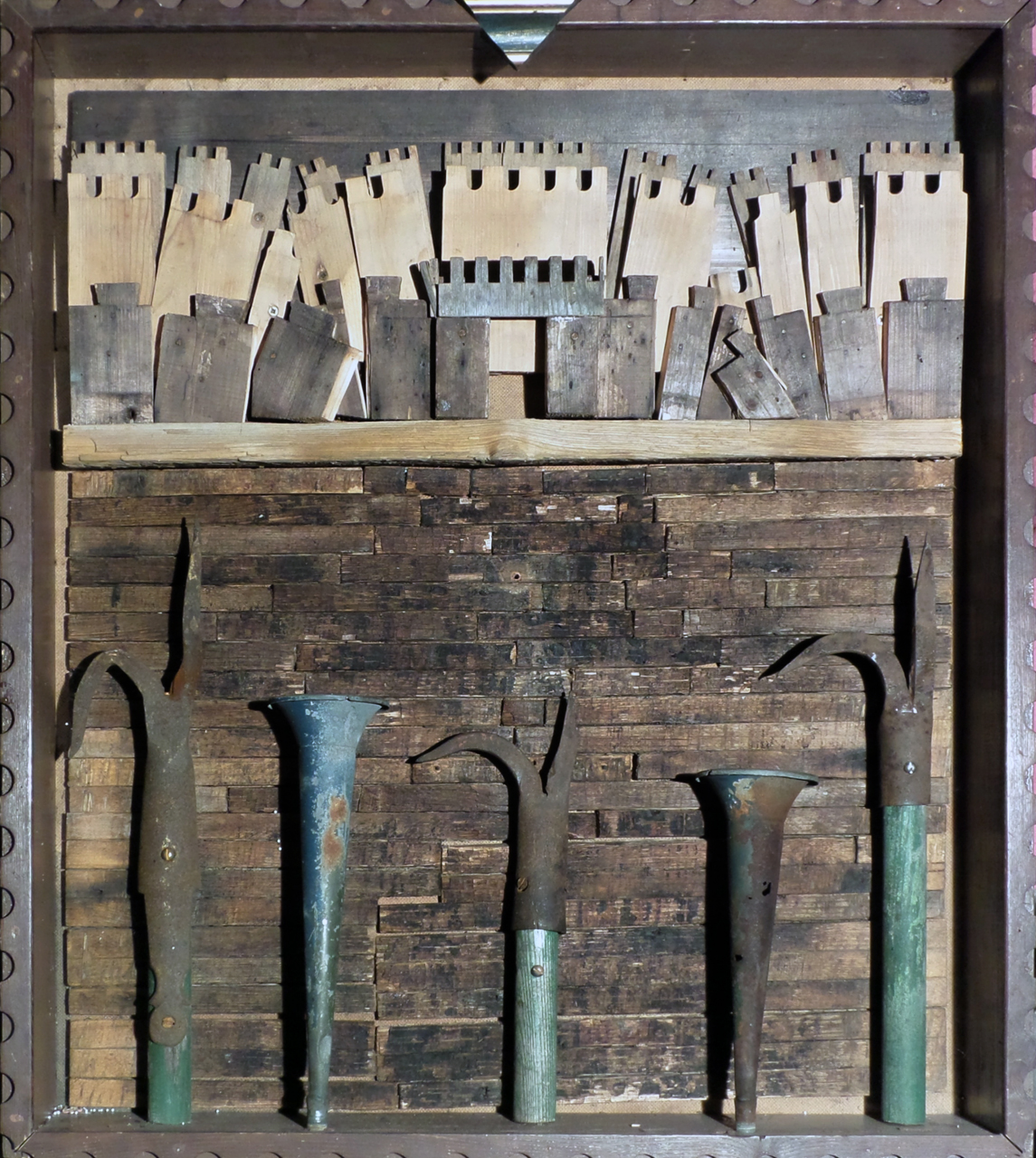
Jozue dobýval Jericho 87x76x10 cm, 2018

### Výstavy

#### Autorské
- 1966 Ivo Medek: Koláže, Klub Mánes, Praha
- 1967 Ivo Medek: Koláže, Dům umění města Brna
- 1968 Ivo Medek: fotokoláže, Divadlo Viola, Praha
- 1989 Ivo Medek: Koláž, Kavárna Jahodový bar, Praha
- 2000 Ivo Medek (Kopaninský): Vyskladněno / vystaveno (koláže, asambláže, kresby, stamp art, objekty), Wortnerův dům Alšovy jihočeské galerie, České Budějovice
- 2010 Ivo Medek Kopaninský: Nejen nůžkami, Prácheňské muzeum v Písku
- 2011 Ivo Medek Kopaninský: Koláže, malby, objekty, Knihovna Libri prohibiti, Praha